# Calyptra albivirgata
Calyptra albivirgata är en fjärilsart som beskrevs av George Francis Hampson 1926. Calyptra albivirgata ingår i släktet Calyptra och familjen nattflyn. Inga underarter finns listade i Catalogue of Life.